# مویرو
مویرو (به آلمانی: Meuro) یک منطقهٔ مسکونی در آلمان است که در باد اشمیدبرگ واقع شده‌است. مویرو ۶۱۳ نفر جمعیت دارد.